# Deuteraphorura labainensis
Deuteraphorura labainensis is een springstaartensoort uit de familie van de Onychiuridae. De wetenschappelijke naam van de soort is voor het eerst geldig gepubliceerd in 2001 door Beruete, Arbea & Jordana.